# Secure FileSystem
Pour les articles homonymes, voir SFS.
 (mai 2025).
Secure FileSystem est un ensemble de programmes informatiques qui permettent la création et l'administration d'un grand nombre de disques durs encodés et fonctionnant sous DOS et Windows.
Secure FileSystem utilise une bibliothèque portable d'encodage qui contient un nombre important d'algorithmes de hachage et d'encodage. Cette bibliothèque est cryptlib (en), aussi utilisée avec le programme Pretty Good Privacy (PGP) développé par Peter Gutmann.